# Округ Патнам (Илиноис)
Округ Патнам (енгл. Putnam County) је округ у америчкој савезној држави Илиноис.

## Демографија
По попису из 2010. године број становника је 6.006, што је 80 (-1,3%) становника мање 2000. године.
| Група             | 2000.         | 2010.         |
| Белци             | 5.817 (95,6%) | 5.654 (94,1%) |
| Афроамериканци    | 38 (0,6%)     | 32 (0,5%)     |
| Азијати           | 16 (0,3%)     | 13 (0,2%)     |
| Хиспаноамериканци | 171 (2,8%)    | 252 (4,2%)    |
| Укупно            | 6.086         | 6.006         |